# Kulflugor
Kulflugor (Acroceridae) är en familj av tvåvingar. Kulflugor ingår i ordningen tvåvingar, klassen egentliga insekter, fylumet leddjur och riket djur. Enligt Catalogue of Life omfattar familjen Acroceridae 392 arter. 

## Bildgalleri

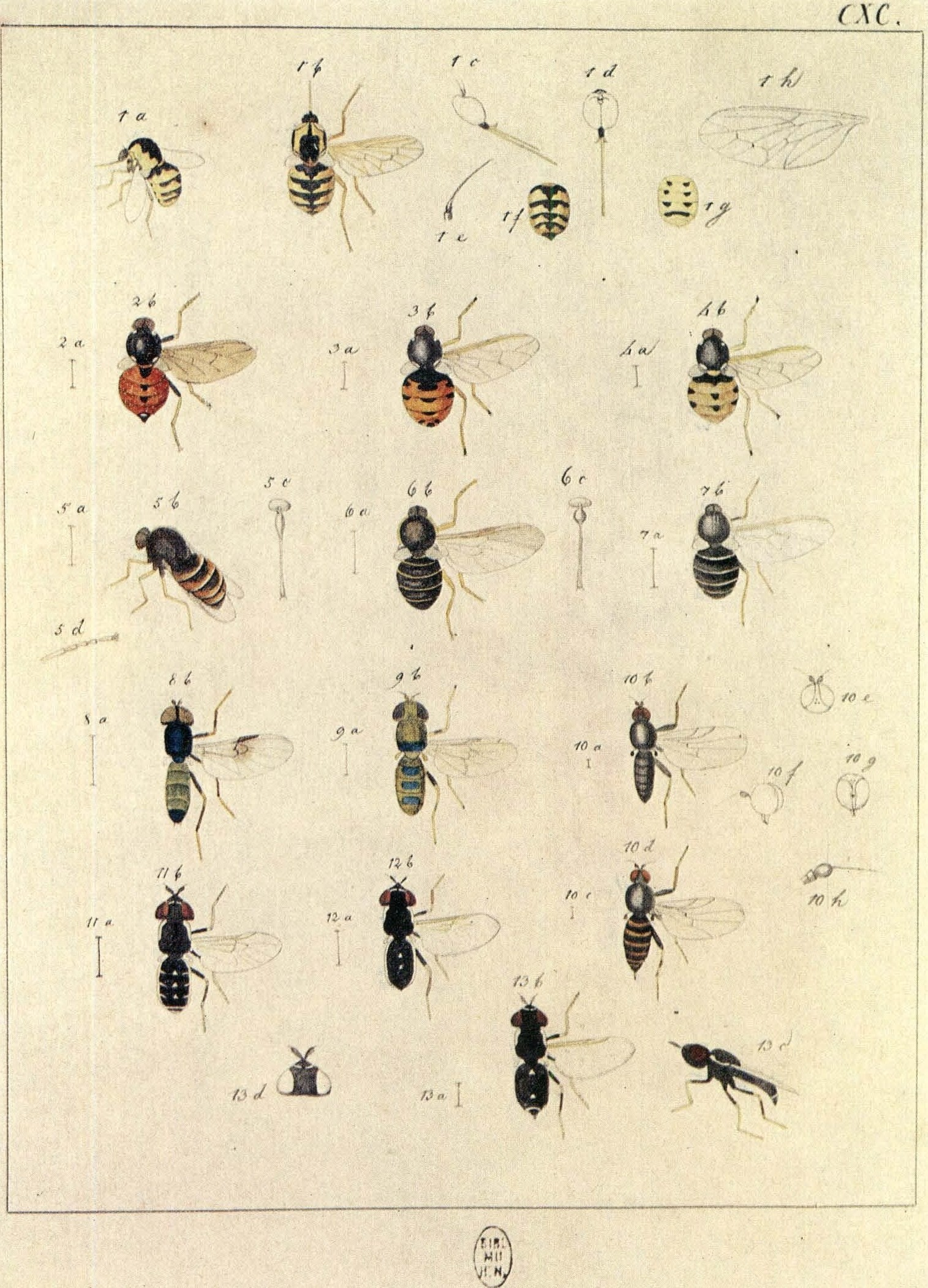
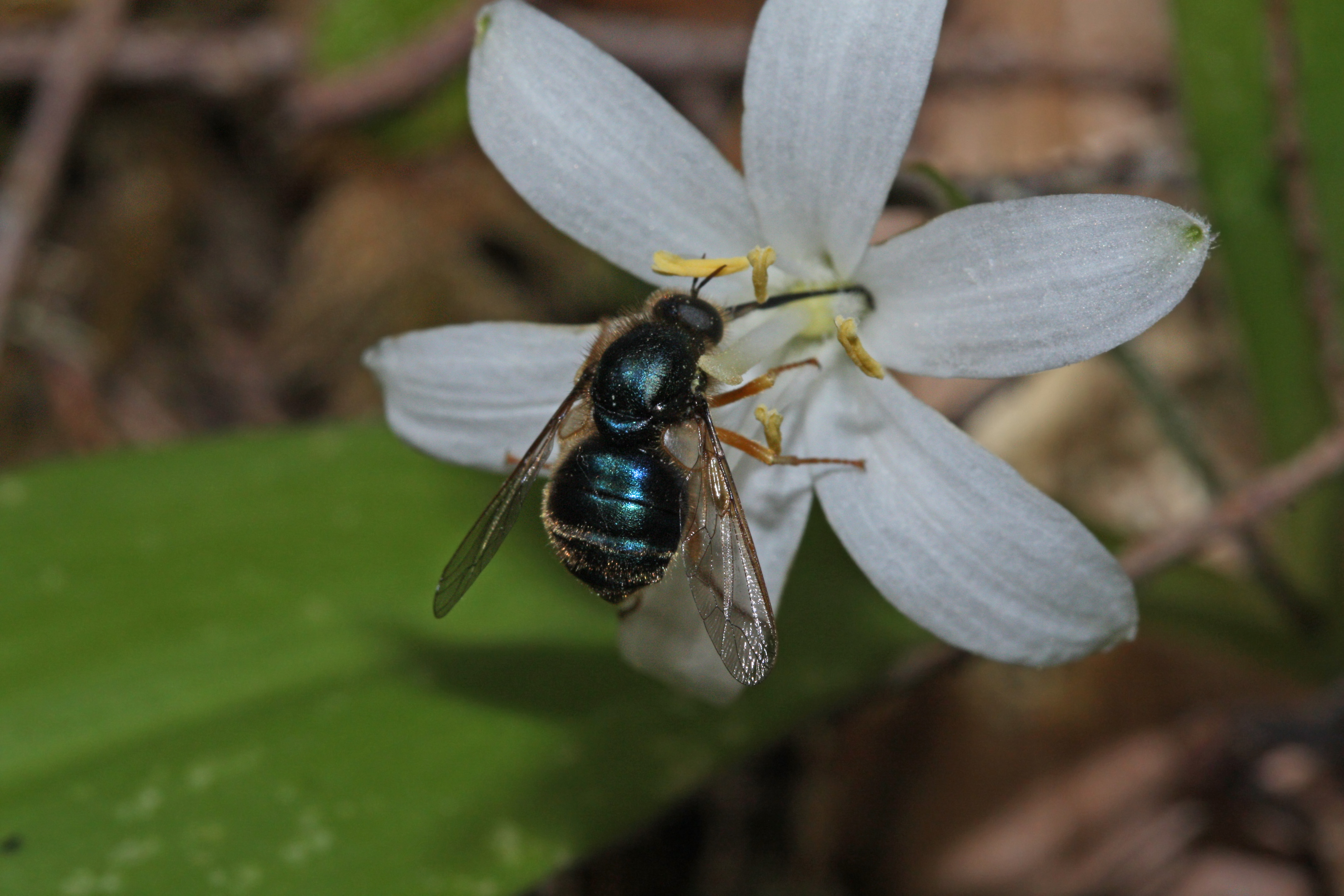
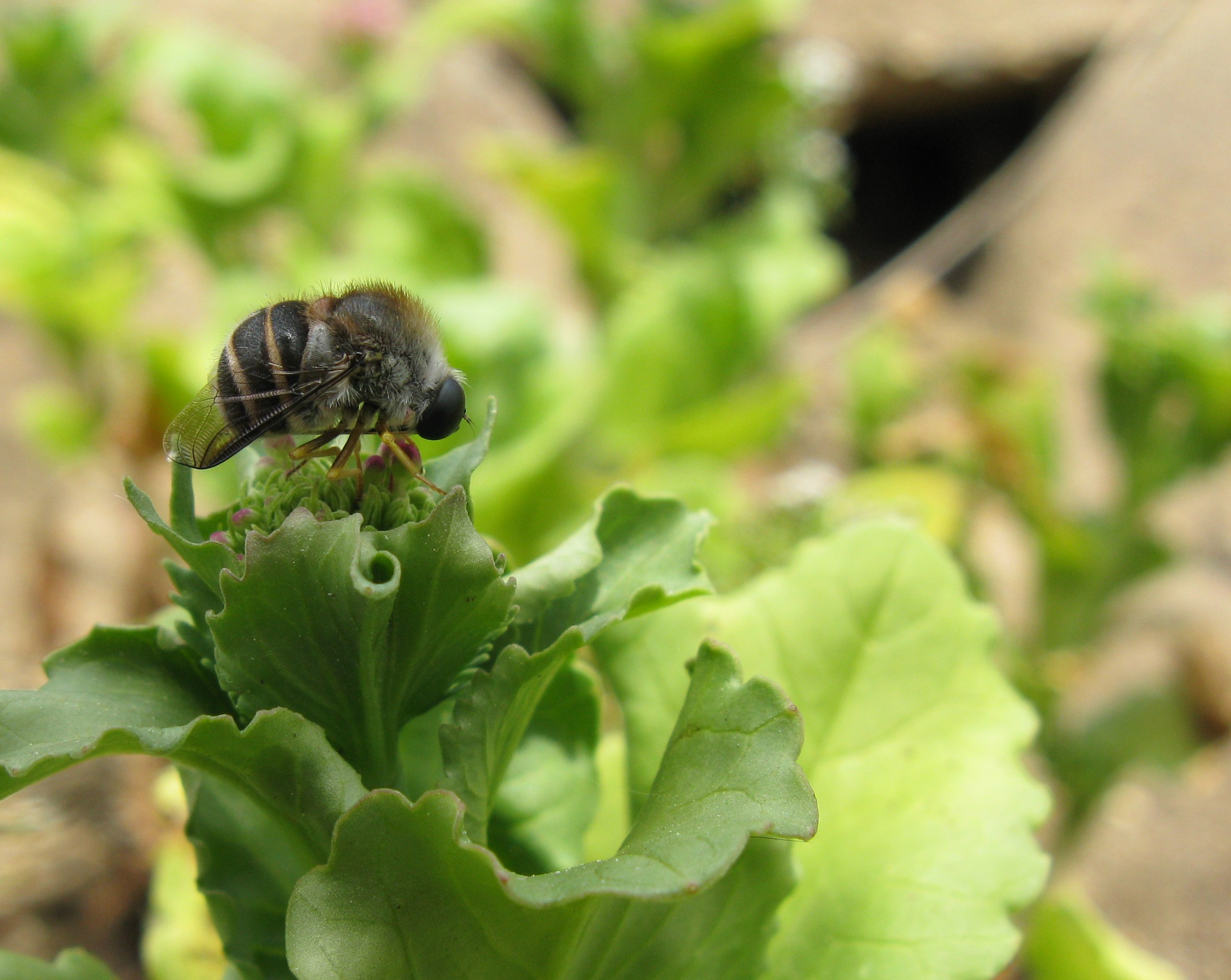
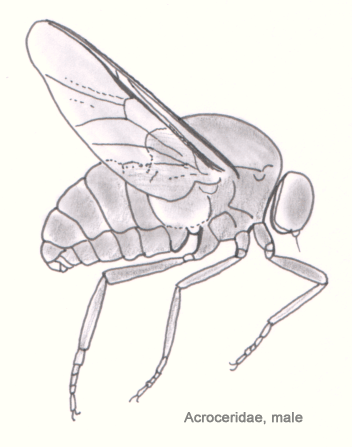

## Dottertaxa till kulflugor, i alfabetisk ordning[1][2]
- Acrocera
- Africaterphis
- Apelleia
- Apsona
- Archipialea
- Asopsebius
- Astomella
- Astomelloides
- Camposella
- Corononcodes
- Cyrtus
- Dimacrocolus
- Eulonchus
- Exetasis
- Hadrogaster
- Helle
- Holops
- Lasia
- Lasioides
- Leucopsina
- Megalybus
- Meruia
- Mesophysa
- Neolasia
- Neopanops
- Nipponcyrtus
- Ocnaea
- Ogcodes
- Oligoneura
- Opsebius
- Panocalda
- Panops
- Paracrocera
- Paracyrtus
- Parahelle
- Philopota
- Physegastrella
- Pialea
- Psilodera
- Pterodontia
- Pteropexus
- Rhysogaster
- Sabroskya
- Sphaerops
- Stenopialea
- Subcyrtus
- Terphis
- Thyllis
- Turbopsebius
- Villalus